# Formaggi francesi

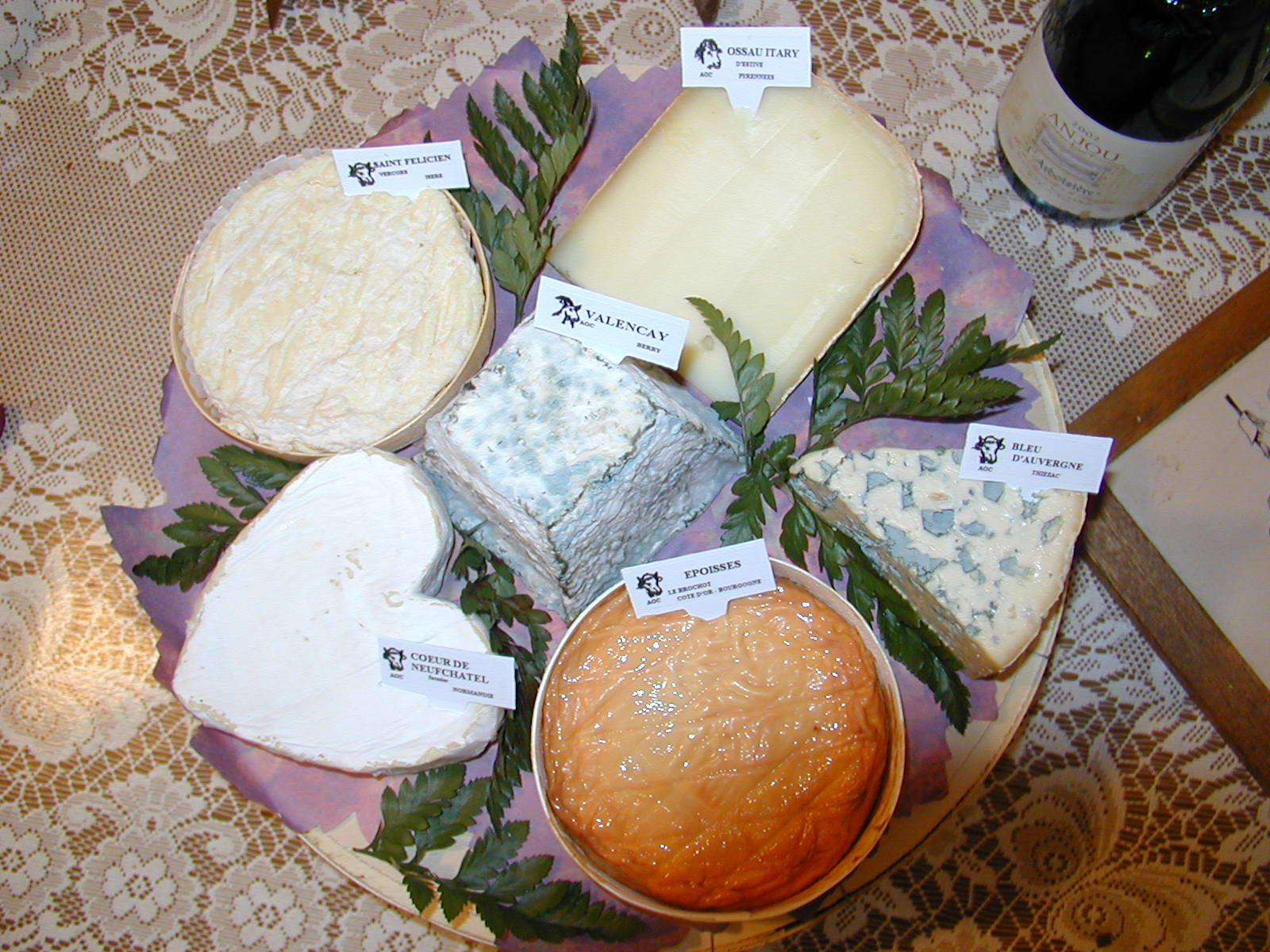
Assortimento di sei formaggi francesi (dal centro, poi in senso orario) : valençay, ossau-Iraty, bleu d'Auvergne, époisses, cœur de Neufchâtel e saint-félicien.

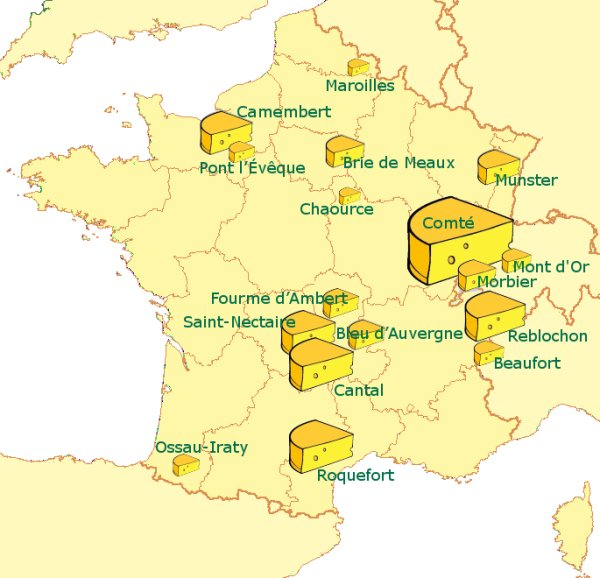
Mappa dei maggiori formaggi AOC – la dimensione del simbolo corrisponde alla dimensione della produzione

In Francia produttori contadini, artigiani e industriali producono, dall'inizio del XXI secolo, più di un migliaio di varietà di formaggi. Nel 2015 il Centro nazionale interprofessionale di economia casearia (Centre national interprofessionnel de l'économie laitière) ne indica in repertorio 1200 e la Guide 2015 des fromages au lait cru (Guida dei formaggi di latte crudo) pubblicata dalla rivista Profession frormager non meno di 1800 prodotti classificati per regione e per grandi famiglie tecnologiche.
Questa versatilità si esplica con tre variabili nello spazio e nel tempo conosciute dai formaggi fermier (di fattoria) ma anche da un produttore all'altro, e da prodotti derivanti da un'unica ricetta ma che possono essere commercializzati con nomi differenti nel novero dei formaggi di produzione industriale.

Questa diversità ha ispirato al generale de Gaulle una frase rimasta celebre: 
(Charles de Gaulle)
Il numero di formaggi varia a seconda della trascrizione di questa citazione: 227, 258, 324 o 365.
Queste differenze provengono con tutta probabilità dalla confusione fatta con il numero di formaggi che ha dato origine a un elenco di locuzioni indicanti la Francia: il «paese dei 300 formaggi» (il numero è variabile).
Si dice anche che esista un diverso formaggio per ogni giorno dell'anno (nel numero di 365). Il "colonnello Rémy" riporta parimenti nelle sue memorie che un suo amico inglese, Kay Harrison, gli avrebbe dichiarato, durante la seconda guerra mondiale e l'occupazione tedesca della Francia, che:
«Un paese come la Francia, che sa produrre più di duecento tipi di formaggio, non può morire.» 
 
(si trova anche questa citazione, attribuita con forme diverse, a Winston Churchill)
Numerose denominazioni di formaggi beneficiano della protezione commerciale comprendente l'inquadramento della loro fabbricazione: 45 beneficiano dell'AOC (Denominazione di origine controllata) a livello europeo; 6 denominazioni beneficiano dell'Indicazione geografica protetta (IGP) e 6 dell'"etichetta rossa".
Dal 2001 l'Associazione Formaggi di territorio organizza tutti gli anni, alla fine del mese di marzo, una giornata nazionale del formaggio..
Di seguito sono elencati circa 1000 formaggi.

## A
- Abbaye:
  - Abbaye de Belloc, Béarn e Paese basco
  - Abbaye de la Coudre, Laval, Mayenne
  - Abbaye de Cîteaux, Borgogna
  - Abbaye de la Joie Notre-Dame, Bretagna
  - Abbaye de la Pierre-Qui-Vire, Morvan
  - [[Mont des Cats (formaggio)[Savoia (dipartimento)|Savoia]]
  - Abbaye de Timadeuc, Bretagna

- Abondance, Alta Savoia, AOC 1990
- Aiguille d'Orcières, Hautes-Alpes
- Aisy, Borgogna 
  - Aisy cendré, Borgogna
- Alzitone, Corsica
- Ami de Chambertin, Borgogna
- Amou, Guascogna
- Amour de Nuits, Borgogna
- Angelot, Pays d'Auge, Bassa Normandia
- Anneau de Vic Bilh, Midi-Pirenei
- Annot, Linguadoca, Costa Azzurra

- Arnégui, Paese basco
- Arôme au vin blanc, Rodano-Alpi
- Arôme de Gêne de Marc o Arôme de Lyon, Rodano-Alpi
- Arrigny, Champagne-Ardenne
- Arthon, Centro-Valle della Loira
- Artisou, Alta Loira, Cantal
- Aunis, Charente-Maritime
- Aulnay-de-Saintonge, Poitou-Charentes
- Autun, Borgogna
- Avalin Val d'Isère Savoia

## B
- Babybel, Mayenne, Paesi della Loira
- Baguette laonnaise, Aisne, Piccardia
- Banon, Provenza, AOC 2003
- Barbeillon, Loir-et-Cher, Centro-Valle della Loira
- Barberey, o troyen cendré, Champagne.
- Barousse, Pirenei
- Bargkass, Vosgi
- Batistin, al latte vaccino, Pas-de-Calais
- Bayard Gourmand, Île-de-France
- Beaufort, Savoia essenzialmente, AOC 1993
  - Beaufort fermier, Beaufortain, Savoia
- Beaujolais, Rodano-Alpi
- Beaumont, Savoia, Alta Savoia
- Belle des champs, Aisne, Piccardia
- Berger plat, Bresse, Rodano-Alpi
- Bergues, Nord-Pas-de-Calais
- Besace, Savoia
- Bethmale, Midi-Pirenei
- Bichonnet, Bigorre, Alti Pirenei
- Bigoton, Loiret
- Bilou, Giura
- Bite d'âne, Loir-et-Cher
- Bleu
  - Bleu d'Alvernia, Alvernia AOC 1975 
    - Bleu de Costaros, Alvernia
    - Bleu des Cayres, Alvernia
    - Bleu de Florèze, Saint-Flour, Cantal, Alvernia
    - Bleu de Langeac, Alvernia
    - Bleu de Laqueuille, Alvernia
    - Bleu de Loudes, Alvernia
    - Bleu de Thiézac, Alvernia
    - Bleu de Valey, Alvernia

  - Le Bleu des Basques, Paese basco, Aquitania
  - Bleu de Bresse (Bresse Bleu), Ain, Rodano-Alpi
  - Bleu de Provenza, Drôme, Rodano-Alpi
  - Bleu de Corsica, Corsica
  - Bleu de Gex, Ain, Rodano-Alpi e Giura, Franca Contea AOC 1977 
    - Bleu de Septmoncel, Giura, Franca Contea
    - Bleu du Haut-Giura, Giura, Franca Contea

  - Bleu de Beauce, Eure-et-Loir, Centro-Valle della Loira
  - Bleu de Sainte-Foy, Savoia
  - Bleu de Séverac, Aveyron, Midi-Pirenei
  - Bleu de Termignon, Savoia
  - Bleu des Causses, Aveyron, Midi-Pirenei, AOC 1975
  - Bleu du Quercy, Midi-Pirenei
  - Bleu du Vercors-Sassenage, Delfinato, AOC 1998
- Boisseau, vers Rambouillet, Yvelines, Île-de-France
- Bonde de Gâtine, Poitou-Charentes
- Bondard, Normandia
- Bondon, Normandia et Poitou-Charentes
  - Bondon à la fleur de sel, Poitou-Charentes
- Bon grivois, Haut-Doubs, Franca Contea
- Bons mayennais, Mayenne, Paesi della Loira
- Bosson macéré, Ardèche (Vivarais) et Bouches-du-Rhône (Crau)
- Bouca, Val de Loira
- Boucantrin, Delfinato
- Bouchon
  - Bouchon charentais, Poitou-Charentes
  - Bouchon de Sancerre, Sancerrois, Centro-Valle della Loira
  - Bouchon lyonnais, Lyonnais, Rhône

- Bougon, Poitou
- Bouine, Sarthe, Paesi della Loira
- Boule
  - Boule aux herbes, Borgogna
  - Boule des moines, Morvan
- Boulet de Cassel, Nord
- Boulette
  - Boulette d'Avesnes, Nord-Pas-de-Calais
  - Boulette de Cambrai, Nord
  - Boulette de la Pierre-qui-Vire, Borgogna
- La Bourle du Mont des Cats, Nord-Pas-de-Calais
- Bourricot, Cantal, Alvernia
- Boursin, Eure, Alta Normandia
- Bouton:
  - Bouton de chèvre
  - Bouton de culotte, Mâconnais, Borgogna e Haut-Beaujolais, Rhône, Rodano-Alpi
  - Bouton d'Oc, Midi-Pirenei
- Le Brebiou, Béarn
- Brebis
  - Le Brebis du pays de Grasse, Alpes-Maritimes
  - Le Brebis de Bersend, Savoia
  - Le Brebis du Lochois, Turenna
- Bressan, Rodano-Alpi
- Brézain, Alta Savoia
- Brie:
  - Brie de Coulommiers, Île-de-France
  - Brie de Meaux, Île-de-France, Champagne, Lorena AOC 1986
  - Brie de Melun, Île-de-France, Champagne, Borgogna AOC 1980
  - Brie de Montereau o Ville-Saint-Jacques, Île-de-France
  - Brie de Nangis, Île-de-France
  - Brie de Provins, Île-de-France
  - Brie fermier, Senna e Marna, Île-de-France
  - Brie noir, Île-de-France
  - Brie petit moulé, Île-de-France
- Brillat-savarin, Borgogna, Normandia
- Brin d'amour o Fleur de maquis, Corsica
- Brin de Paille, Pays d'Auge, Bassa Normandia
- Brique
  - Brique ardéchoise, Rodano-Alpi
  - Brique de brebis, Alta Loira, Alvernia
  - Brique de chèvre Vernet, Allier, Alvernia
  - Brique de Joux, Doubs, Franca Contea
  - Brique de pays, Alta Loira, Alvernia
  - Brique des Flandres, Pas-de-Calais
  - Brique du Forez, monts du Forez, Puy-de-Dôme e Loira
- Briquette
  - Briquette de Coubon, Alta Loira, Alvernia
  - Briquette de l'Ecaillon, Cambrésis, Nord
  - Briquette fermière à la graine de moutarde, Avesnois, Nord
- Brocciu, Corsica, AOC 1983
- Brouère, Vosgi
- Brousse, Linguadoca, Provenza, Costa Azzurra, Alpi del sud
  - Brousse du Rove, Bouches-du-Rhône, Provenza-Alpei-Costa Azzurra
- Brulot aixois, Île-d'Aix, Charente-Maritime, Poitou-Charentes
- Bûche
  - Bûche du Poitou, Poitou, Limosino
  - Bûche du Vercors, Isère, Rodano-Alpi
- Bûchette
  - Bûchette de Banon, Provenza

## C
- Cabécou, Périgord, Quercy, Rouergue
  - Cabécou d'Autan Quercy, Rouergue
  - Cabécou de Gramat Midi-Pirenei
  - Cabécou d'Entraygues Aquitania, Pirenei
  - Cabécou de Livernon, Aquitania Pirenei
  - Cabécou du Périgord Aquitania, Pirenei
  - Cabécou du Fel, Aveyron, Midi-Pirenei
  - Cabécou du Velay
  - Cabécou de l'Aveyron
- Cabrinu, Corsica
- Cabriou ou cabrioulet, Midi-Pirenei e Linguadoca-Rossiglione
- Cachaille, Provenza
- Cacouyard, Franca Contea
- Casgiu sartinesu o fromage sartenais, Corsica-du-Sud, Corsica
- Caillé, Francia meridionale
- Caillebotte Charente-maritime, Bretagna, Vandea
  - Caillebote d'Aunis, Charente-maritime
- Caillou du Rhône, Rhône
- Callebasse, Ariège, Midi-Pirenei
- Camembert:
  - Camembert de Normandia, AOC dal 1983
  - Camembert fermier
  - Camembert au calvados
  - Camembert
- Camisard, Lot, Midi-Pirenei
- Cancoillotte o Cancoyotte, Franca Contea
- Cantal, Cantal, AOC 1986
  - Cantal fermier, Cantal
- Cathelain, Savoia
- Caussedou, Quercy
- Cayolar, Pirenei-Atlanticas
- Canut, Lyon, Rodano-Alpi
- Capri lézéen, Poitou-Charentes
- Capricciu, Corsica
- Caprice des dieux, Alta Marne, Champagne-Ardennes
- Carré:
  - Carré d'Aurillac, Cantal
  - Carré de Bonneville, Alta Savoia
  - Carré de Bray, Alta Normandia, Senna marittima: Gournay-en-Bray, Forges-les-Eaux.
  - Carré de l'Est, Lorena e Champagne
  - Carré du Poitou, Poitou-Charentes
  - Carré du Vinage, Nord (Roncq)
- Cathare, Linguadoca.
- Casgiu merzu, Corsica
- Castagniccia, Corsica
- Cendré
  - Cendré de Champagne, Marna
  - Cendré de Manon, Allier, Alvernia
  - Cendré de Vergy, Borgogna
  - Cendré du Vernet, Allier, Alvernia
  - Cendré de Niort, Poitou-Charentes
- Cérilly, Bourbonnais (Allier)
- Cervelle de canut o claqueret o tomme daubée o sarasson, Lionese, Rhône
- Chabichou du Poitou, Poitou-Charentes, AOC 1990
- Chabis, Poitou-Charentes
- Chambérat fermier, Bourbonnais (Allier)
- Chamois d'or
- Chandamour, Loira Atlantica, Paesi della Loira
- Chaource, Borgogna, Champagne-Ardenne, AOC 1977
- Charolais, Saona e Loira, Allier, Loira, Rhône, AOC 2010
- Château-Blâmont, Lorena
- Chatou, Doubs

- Chaumes, Dordogna, Aquitania
- Chaussée aux moines, Mayenne
- Chavroux, Poitou-Charentes
- Chéchy
- Chef-Boutonne, Poitou-Charentes
- Chevillon, Alta Marna
- Chèvre
  - Chèvre des Alpilles
  - Chèvre du Poitou
  - Chèvre fermier frais du printemps
  - Chèvre fermier affiné d'automne
  - Chèvre du Mont-Ventoux
- Chèvreton
- Chevrette des Bauges, Savoia
- Chevrion, Bigorre, Alti Pirenei
- Chevrotin, Savoia, Alta Savoia, Allier AOC 2002
  - Chevrotin de Macôt, Savoia
  - Chevrotin des Aravis, Alta Savoia
  - Chevrotin du Moncenisio, Savoia
  - Chevrotin de Peisey-Nancroix, Savoia
  - Chevrotin du Vernet, Allier, Alvernia
- Chevru, Senna e Marna, Île-de-France
- Cht'i crémeux de Réty, Pas-de-Calais
- Cht'i roux des Flandres, Nord
- Civray, Poitou-Charentes
- Claquebitou, Borgogna
- Clochette, Poitou-Charentes
- Cœur
  - Cœur d'Arras, Pas-de-Calais
  - Cœur d'Avesnes, Nord
  - Cœur de Neuchâtel, Pays de Bray, Senna marittima, Alta Normandia
  - Cœur de Pommeau, Pas-de-Calais
  - Cœur du Berry, Centro-Valle della Loira
  - Cœur de Massif, Vosgi
- Colombier, Côte d'Or, Borgogna
- Comté, Franca Contea, AOC 1998 
  - Comté fermier, Franca Contea
- Comtesse de Vichy
- Confit d'Époisses, Borgogna
- Cormeillais, Eure, Alta Normandia
- Cornilly, Centro-Valle della Loira
- Corsica, Corsica
- Cosne de Port-Aubry, Borgogna
- Coucouron, Ardèche, Rodano-Alpi
- Couhé-Vérac, Poitou-Charentes
- Coulommiers, Île-de-France, Champagne-Ardenne
  - Coulommiers fermier, pays briard, Senna e Marna, Île-de-France
- Couronne lochoise, Loches, Centro-Valle della Loira
- Couseran, Ariège, Midi-Pirenei
- Coussignous, Var
- Cousteron, Sablé, Sarthe et Cléry, Mosa
- Coutances, Manche, Bassa Normandia
- Coup de Corne, Ariège
- Crayeux de Roncq, Nord
- Crème de brie de Meaux, Lorena
- Crémet du Cap Blanc Nez, Pas-de-Calais
- Crémeux du Puy, Alvernia
- Crottin
  - Crottin avesnois, Nord
  - Crottin D'Ambert, Puy de Dôme, Alvernia
  - Crottin de Chavignol o Chavignol, Centro-Valle della Loira, AOC 1976
  - Crottin de Berry, Berry, Centro-Valle della Loira
- Croupet, Seine et Marne, Île de France
- Curé nantais, Pays de la Loire (Pays de Retz)

## D
- Dauphin, Nord-Pas-de-Calais
- Délice
  - Délice à la rose/à la violette
  - Délice d'Argental
  - Délice d'été
  - Délice de Bourgogne, Borgogna
  - Délice de Provenza, Provenza
  - Délice de Saint-Cyr chiamato anche Boursault, Centro-Valle della Loira, Île-de-France
  - Délice des bois
  - Délice du crémier

- - Délice de Pommard (palla di formaggio fresco rivestito di crusca di senape, o di crosta di spezie, o d'anice verde, o di gemme di ribes, di bruschetta, di pepe, ecc.)
- Demi-sel, Pays de Bray, Normandia e Piccardia.
- Dent du chat, formaggio prodotto dalla cooperativa lattiera di Yenne, Savoia, Rodano-Alpi
- Deux-Chèvres, Poitou-Charentes
- Dominette, Tarn-et-Garonne, Midi-Pirenei
- Doux chêne, Gévaudan, Alta Loira, Alvernia.

## E
- E Bamalou, Ariège, Midi-Pirenei
- Écume de Wimereux, Pas-de-Calais
- Écorce de sapin, Franca Contea
- Édel de Cléron, Franca Contea
- Emmental, Savoia, Alta Savoia, Lorena, Franca Contea e Bretagna
  - Emmental de Savoia o Emmental Fruitière della Val de Fier, Alta Savoia

- - Emmental français est-central, Franca Contea, Lorena, Rodano-Alpi
- Entrammes, Mayenne
- Epenouse, Haut-Doubs, Franca Contea
- Époisses, Borgogna, AOC 1991
- Esbareich, Alti Pirenei
- Etorki, Paese basco, Aquitania
- Explorateur, Île-de-France

## F
- Faisselle, Poitou-Charentes, Centro-Valle della Loira, Nord
- Fédou (marque), Lozère (Causse Méjean), Linguadoca-Rossiglione,
- Feuille de Dreux, Eure-et-Loir, Centro-Valle della Loira Val de Loira
- Feuille du Limousin, Limosino
- Fiancé des Pirenée, Ariège, Midi-Pirenei
- Ficello, Giura
- Figue, Dordogna, Aquitania
- Figuette du Tarn, Midi-Pirenei
- Figou, Limosino
- A filetta, Corsica
- Fin de siècle, Pays de Bray, Alta Normandia
- Fium'Orbo, Corsica
- Fleur bleue, verso Rambouillet, Yvelines, Île-de-France
- Fontainebleau, Senna e Marna, Île-de-France
- Frinault e Frinault cendré, Loiret, Centro-Valle della Loira
- Fouchtra, caprino o vaccino, Cantal, Alvernia
- Fougerus, pays briard, Senna e Marna, Île-de-France
- Foudjou, Ardèche e Drôme, Rodano-Alpi
- Fourmagée, Orne, Normandia

- Fourmes
  - Fourme d'Ambert, Puy-de-Dôme, Alvernia, AOC 1986
  - Fourme d'Asco, Corsica
  - Fourme de Cantal, Cantal, AOC 1986 (uso del nome rimasto nel dialetto alverniate)
  - Fourme de Laguiole, Aubrac (Aveyron, Cantal, Lozère) AOC 1961 (uso del nome rimasto nel dialetto rouergat)
  - Fourme de Montbrison, Loira, Puy-de-Dôme, AOC 1972, AOP 2010
  - Fourme du Mézenc, Alvernia (uso del nome rimasto nel dialetto alverniate)
  - Fourme de Rochefort, Alvernia
  - Fourme d'Yssingeaux, Alta Loira, Alvernia
  - Fourme de Roquefort, Aveyron, Midi-Pirenei, AO AOC AOP (uso del nome rimasto nel dialetto rouergat)
  - Fourme de Salers, Cantal, AOC 1961 (uso del nome rimasto nel dialetto alverniate)
- Fromage
  - Fromage aux noix, Savoia

- - Fromage d'Affinois, Rodano-Alpi
    - Formaggio d'Affinois Florette
    - Formaggio d'Affinois Brebis
    - Formaggio d'Affinois Poivre
    - Formaggio d'Affinois Chèvre du Pilat

  - Fromage de Monsieur (o Monsieur Fromage) Calvados, Bassa Normandia
  - Fromage de pays, Alvernia
  - Fromage des Plaines, Île de la Réunion
  - Fromage des vignerons, Borgogna
  - Fromage de Troyes, Aube, Champagne
  - Fromage de vache brûlé, Pirenei-Atlanticas
  - Fromage du curé, Pays de Retz, Loira-Atlantica, Paesi della Loira
  - Fromage du Laboureur, Delfinato, Rodano-Alpi
  - Fromage fermier de Corsica (latte di pecora e/o di capra)
  - Fromage fort de la Croix-Rousse, Lione
- Fumaillou (marchio), Deux-Sèvres
- Fumaison, Alvernia

## G
- Gabietou, Pirenei e Aquitania
- Galet
  - Galet de Bigorre, Alti Pirenei
  - Galet solognot, Centro-Valle della Loira
- Gaperon, Alvernia
- Gardian, Bouches du Rhône, Provenza-Alpei-Costa Azzurra
- Gavot, Alpi
- Géromé, Alsazia-Lorena
- Géromé anisé, Alsazia-Lorena
- Gouda français, Nord-Pas-de-Calais
- Goudoulet, Ardèche, Rodano-Alpi

- Gourmelin, Pays de la Loira
- Gournay affiné, Alta Normandia
- Gournay frais, Alta Normandia
- Goustal, Aveyron, Midi-Pirenei
- Goutte
  - Goutte du Tarn-et-Garonne, Midi-Pirenei
- Grand colombier des Aillons, Bauges, Savoia
- Grand Condé
- Grand Montagnard, Allier, Alvernia
- Grand morin, pays briard, Senna e Marna, Île-de-France
- Grand Tomachon, Bourbonnais

- Grataron de Arèsches, Savoia
- Grataron du Beaufortain, Savoia
- Gratte-Paille, Champagne-Ardenne, Île-de-France
- Graviers du Guiers, Savoia
- Graval, Alta Normandia
- Greuil ou Breuil, Béarn e Paese basco, Aquitania
- Gris de Lille, Nord-Pas-de-Calais
- Gros lorrain, Lorena
- Gruyère, Alpi francesi (Savoia e Franca Contea)
- Guerbigny, Somme, Piccardia

## H
- Herbillette, Vendée, Paesi della Loira

## I
- Île d'Yeu, Vendée, Paesi della Loira

## J
- Jean de Brie, Île-de-France
- Jefou, Tarn, Midi-Pirenei
- Jersiais, Allier, Alvernia
- Jonchée d'Oléron, Poitou-Charentes
- Julien, Nord

## K
- Kaïku, Paese basco, Aquitania
- Kéron de l'Auxois, Borgogna
- Kidiboo, Sud-Ovest
- Kiri, Sarthe, Paesi della Loira

## L
- Lacandou, Aveyron, Midi-Pirenei
- Laguiole, Aubrac (Aveyron, Cantal, Lozère), Midi-Pirenei, Alvernia, Linguadoca-Rossiglione, AOC 1961
- Langres, Champagne-Ardenne, AOC 1975
- Langrillon, Borgogna
- Lardu, Borgogna
- Larron d'Orsou Larron, Cambrésis, Nord-Piccardia.

- Lavort, Alvernia
- Le Délice du Chalet, Allier
- Le Sire de Créquy, Pas-de-Calais
- Leconet sec et frais, Corrèze, Limosino
- Lévejac, Linguadoca-Rossiglione 1999
- Livarot, Normandia, AOC depuis 1975
- Livernon, Quercy, Midi-Pirenei.
- Lormes, Borgogna

- Lou Magré, Gers, Midi-Pirenei
- Losange de Thiérarche, Nord
- Lossaba, Paese basco, Aquitania
- Lou peyrou, Cantal, Alvernia
- Lusignan, Poitou-Charentes
- L'Écir, commune de Curières, Aveyron, Midi-Pirenei
- Lou Cabrias, Aveyron, Monteils

## M
- Machecoulais, Loira Atlantica, Paesi della Loira
- Mâconnais AOC, Borgogna, AOC 2006
- Mamirollais, Franca Contea
- Mamirolle, Franca Contea
- Maroilles o Marolles, Piccardia e Nord, AOC 1976 
  - Maroilles Lesire, Nord-Pas-de-Calais AOC
  - Vieux-lille o Gris de Lille, Nord-Pas-de-Calais
- Mascaré de Banon, Provenza
- Mélusine, Poitou-Charentes
- Metton, Franca contea
- Mimolette, Lilla
  - Mimolette vieille o Boule de Lille, Fiandre francesi
  - Tulipe noire extra vieille, Nord Pas-de-Calais
- Miromando, Ardèche
- Misotte, Vendée
- Moelleux du Revard, Savoia
- Montatimu, Corsica
- Montbriac, Alta Loira, Alvernia

- Monts de Lacaune, Tarn, Midi-Pirenei
- Mothe-Bougon, Poitou-Charentes
- Mothe Saint-Héray, Poitou-Charentes
- Montoire, Loir-et-Cher, Centro-Valle della Loira
- Montsalvy petit et grand, Cantal, Alvernia
- Montségur: Ariège
  - Montségur au lait de chèvre
  - Montségur au lait de brebis
- Mont des Cats, Nord-Pas-de-Calais
- Mont d'Or, Haut-Doubs, AOC 1981
- Mont d'or du lyonnais, Rodano, Rodano-Alpi
- Morbier, Franca Contea, AOC 2000
  - Morbier fermier, Giura, Franca Contea
- Morvan, Borgogna

- Mothais sur feuille, Poitou
- Mouflon, Corsica
- Moularen, Alpi dell'Alta Provenza
- Moulin de Gaye, Normandia
- Moulis, Midi-Pirenei
  - Moulis pur brebis
  - Moulis pur chèvre
  - Moulis vache
  - Moulis vache tommette
- Mousseron, Haut-Giura, Franca Contea
- Murol du Grand Bérioux, Alvernia 
  - Murolait, Alvernia
- Munster, Lorena, Alsazia, AOC 1978 
  - Munster fermier, Basso Reno, Alto Reno, Alszia
  - Munster Géromé, Lorena, Alsazia, AOC 1978
- Muvrinu, Corsica

## N
- Nanteau, Gâtinais, Senna e Marna, Île-de-France
- Napoléon
  - Napoléon commingeois fermier, Ariège et Comminges, Alta Garonne
  - Napoléon, Corsica
- Neufchâtel, Alta Normandia, AOC depuis 1969
- Niolo, Corsica

## O
- Oléron, Charente Maritime, Poitou-Charentes
- Olivet, Centro-Valle della Loira, Île-de-France

- Ossau-Iraty-brebis-pyrénées, Pirenei Atlanticas, Aquitania e parte degli Alti Pirenei, Midi-Pirenei AOC 1999

- 'Oustet o Bethmale, Pirenei
- Ovalie, Corrèze
- Ortolan, Franca Contea

## P
- Paillé
  - Paillé de Bourgogne
- Paillou, Borgogna
- Palet
  - Palet de Bourgogne
  - Palet du Poitou
  - Palet de chèvre, vers Rambouillet, Yvelines, Île-de-France
  - Palet de vache
- Palouse des Aravis, Alta Savoia
- Pamproux, Poitou-Charentes
- Pannes cendré, Loiret, Centro-Valle della Loira
- Parthenay, Poitou-Charentes
- Pas de l'Escalette, Linguadoca
- Pâtefine fort, Isère, Rodano-Alpi
- Pâtichon de Châtillon, Centro-Valle della Loira
- Pavé
  - Pavé aux algues, Nord-Pas-de-Calais
  - Pavé d'Affinois, Loira
  - Pavé d'Auge, Bassa Normandia
  - Pavé beauceron, Centro-Valle della Loira
  - Pavé corrézien, Corrèze, Limosino
  - Pavé de Roubaix, Nord
  - Pavé du Nord, Nord
  - Pavé du Plessis, Eure, Alta Normandia
  - Pavé du Poitou, Poitou-Charentes
  - Pavé fermier à l'échalote, Nord Pas-de-Calais
- Pavin, Puy-de-Dôme, Alvernia
- Pèbre d'aï, Provenza
- U Pecurinu, Corsica
- Pélardon:
  - Pélardon Linguadoca-Rossiglione, AOC 2000
  - Pélardon des Cévennes, Linguadoca-Rossiglione
    - Pélardon d'Anduze
    - Pélardon d'Altier
- Pérail, AOC in corso, Causses e valli dell'Aveyron, Midi-Pirenei
- Pérassu o Pérachu, Alto-Giura, Franca Contea
- Périssellois, pecora) Puy de Dôme, Alvernia
- Persapin, Savoia

- Persillé
  - Persillé de la Tarentaise, Savoia
  - Persillé de Tignes, Savoia
  - Persillé du Beaujolais, Rhône
  - Persillé du Semnoz, Alta Savoia
  - Persillé des Aravis, Alta Savoia
- Pesto corsu, Corsica
- Petit bayard, Provenza, Delfinato
- Petit beaujolais, Rhône, Rodano-Alpi
- Petit Billy, Ille-et-Vilaine, Bretagna
- Petit chèvre
  - Petit chèvre au piment d'Espelette
  - Petit chèvre au romarin
  - Petit chèvre fermier d'Île-de-France, Yvelines e Val-d'Oise, Île-de-France
- Petit pardou, Alti Pirenei, Midi-Pirenei
- Petit Quercy, Midi-Pirenei
- Petit-suisse, Alta Normandia, Pays de Bray
- Picadou, Quercy, Midi-Pirenei
- Pic de Bigorre, Bigorre, Alti Pirenei
- Pic du Vieux Chaillol, Hautes-Alpes
- Picodon, Drôme, Ardèche, Vaucluse e Gard, AOC 2000
- Pié d'Angloys, Borgogna
- Pierre dorée, Beaujolais, Rhône
- Pigouille, Poitou-Charentes
- Pithiviers ou bondaroy au foin, Loiret, Centro-Valle della Loira Val de Loira
- Plaisir au châblis, Borgogna
- Poiset au marc, Borgogna
- Poivre d'âne, Provenza
- Pont-l'évêque, Calvados, Bassa Normandia, AOC depuis 1976
- Port-salut Mayenne, Pays de la Loira
- Pouligny-saint-pierre, Région Centro-Valle della Loira, Val de Loira, Berry, AOC 1976
- Pourly, Auxerrois, Borgogna
- Prestige de Borgogna
- P'tit basque, Paese basco, Aquitania
- P'it saint-faron, pays briard, Senna e Marna, Île-de-France
- Pyramide
  - Pyramide cendrée voire aromatisée, Poitou-Charentes
  - Pyramide, Centro-Valle della Loira

## R
- Raclette, Bretagna, Franca Contea, Rodano-Alpi
  - Raclette de Savoia, Savoia
- Racotin, Borgogna
- Ramequin, Rodano-Alpi
- Reblochon, Alta-Savoia e Savoia, Rodano-Alpi AOC 1976 
  - Reblochon fermier, Rodano-Alpi, Alta Savoia, canton de Thônes AOC 1976
- Régal
  - Régal de Borgogna,
  - Régal des moines, Borgogna
- Rhum de cœur, Pas-de-Calais
- Rigotte, Rodano-Alpi
  - Rigotte d'Échalas, Rodano-Alpi
  - Rigotte de Condrieu, Rhône, Loira
  - Rigotte de Pélussin, Loira
  - Rigotte des Alpes, Rodano-Alpi
  - Rigotte de Sainte-Colombe, Savoia
  - Rigotte du Troyet, Loira
- Rocamadour, Périgord e Quercy AOC 1995
- Rochebaron, Alvernia

- Rocroi, Ardenne
- Rodez, Aveyron, Midi-Pirenei
- Rogallais, Ariège
- Rogerets 
  - Rogeret de Lamastre, Ardèche, Rodano-Alpi
  - Rogeret des Cévennes, Gard, Linguadoca-Rossiglione
- Rollot, Piccardia
- Rollot de Fruges, Nord Pas-de-Calais
- Rond
  - Rond de Lusignan, Poitou-Charentes
  - Rond pis, Borgogna
- Ronde de Gâtine, Poitou-Charentes
- Roquefort, causses e valli dell'Aveyron AO 1925, AOC 1979, AOP 1996
- Rotondo, Corsica
- Roue de Ris, Puy-de-Dôme, Alvernia
- Roucoulons, Alta Saona, Franca Contea
- Rouelle du Tarn, Midi-Pirenei
- Rouleau de Beaucittà, Ardèche, Rodano-Alpi
- Ruffec, Poitou-Charentes

## S
- Sablé de Wissant, Pas-de-Calais
- Sableau, Poitou-Charentes
- Saint Agur, Alta Loira, Alvernia
- Saint Albray, Pirenei Atlantici, Aquitania
- Saint-algue, Nord
- Saint André, Aveyron, Normandia
- Saint-félicien, Delfinato o Ardèche
- Saint-florentin, Yonne, Borgogna
- Saint-foin, vers Rambouillet, Yvelines, Île-de-France
- Saint-gelais, Poitou-Charentes
- Saint-gildas-des-bois, Loira-Atlantica, Paesi della Loira
- Saint-julien, Alta Loira, Alvernia
- Saint-just, Delfinato, Rodano-Alpi
- Saint-laurent, Hautes-Alpes
- Saint-marcellin, Delfinato
- Saint-Môret, Dordogna, Aquitania
- Saint-nectaire, Puy-de-Dôme et Cantal, Alvernia, AOC 1979
  - Saint-nectaire fermier
  - Saint-nectaire laitier
- Saint Nicolas, Linguadoc, Hérault
- Saint-paulin, Bretagna, Normandia, Maine, Nord-Pas-de-Calais
- Sainte-maure-de-touraine, Turenna, Centro-Valle della Loira AOC 1990

- Saint-pierre, Limosino
- Saint-rémy, Vosgi, Franca Contea,
- Saint-rémois, Provenza
- Saint-siméon, pays briard, Senna e Marna, Île-de-France
- Saint-staib, Lyonnais, Rhône
- Saint-winoc, Nord
- Salers, Cantal, Alvernia AOC 1979
- San Carlu, Corsica
- San Petrone, Corsica
- Sancerre, Sologne, Centro-Valle della Loira
- Santranges, Centro-Valle della Loira
- Sartinese, Corsica-du-Sud, Corsica
- Saulxurois, Champagne-Ardennes
- Savaron, Alvernia
- Segalou, Midi-Pirenei
- Selles-sur-Cher, Centro-Valle della Loira, AOC 1975
- Sérac, Savoia
- Sarasson, Rodano-Alpi, Alvernia
- Séchou, Delfinato, Rodano-Alpi
- Soumaintrain, Borgogna et pays briard, Senna e Marna, Île-de-France
- Souréliette du Fédou, Lozère, Linguadoca-Rossiglione
- Sourire lozérien, Lozère, Linguadoca-Rossiglione
- Spinosien, Haut-Doubs, Franca Contea
- Suprême des Ducs, Yonne, Borgogna

## T
- Tamié, Savoia, Alta Savoia
- Tarentais, Alta Tarentaise, Savoia
- Taupinière de Charente, Poitou-Charentes
- T'chiot biloute, Avesnois, Nord
- Templais, Aquitania
- Thérondels, Aveyron
- Thollon, Savoia, Alta Savoia
- Tignard, Savoia
- Ti Pavez, Bretagna
- Tommes o tomes:
  - Tome belval trappestine, Nord
  - Tomme blanche, Savoia
  - Tomme catalane, Pirenei Orientali, Roussillon
  - Tomme crayeuse, Savoia
  - Tomme d'Annot, arrière-pays niçois, Provenza-Alpi-Costa Azzurra
  - Tomme d'Arles, Camargue, Provenza
  - Tomme d'Alvernia, Alvernia
  - Tomme de Provence, detta "toma all'antica", Provenza
  - Tomme de Banon à la sariette, Provenza
  - Tomme de Banon au poivre, Provenza
  - Tome de Belley ou chevret, Ain, Rodano-Alpi
  - Tome de Corsica, Corsica
  - Tomme de Faucigny, Alta Savoia
  - Tomme de l'Auxois, Borgogna
  - Tomme de Montagne, Alvernia
  - Tome de Lévéjac, Lozère, Linguadoca-Rossiglione
  - Tomme de Lomagne, Midi-Pirenei
  - Tomme de l'Ubaye, Alpi dell'Alta Provenza
  - Tomme de Rilhac, Alvernia
  - Tomme de Romans, Drôme, Rodano-Alpi
  - Tomme de Savoia, Savoia e Alta Savoia
    - Tomme au fenouil, Savoia
    - Tomme au marc de raisin, Savoia e Alta Savoia
    - Tomme céronnée, Savoia

  - Tomme de Seyssel, Alta Savoia
  - Tomme de Thônes, Alta Savoia
  - Tomme de Val d'Isère, Savoia

- - Tome des Bauges, Savoia, Alta Savoia
  - Tomme fermière des Hautes-Vosgi, Alsazia
  - Tomme forte de Savoia, Savoia
  - Tomme des Pirenei, Pirenei
  - Tome fraîche (pour l'aligot, la truffade, etc.), Aveyron, Cantal, Lozère
  - Tomme des Quatre Dames de Forcalqier, Alpi dell'Alta Provenza
  - Tomme du Champsaur
  - Tomme du Giura, Franca Contea
  - Tomme du Limosino, Limosino
  - Tomme du Mont-Cenis, Savoia
  - Tome du Poitou, Poitou-Charentes
  - Tomme du Morvan, Borgogna
  - Tomette de brebis, Alti Pirenei, Midi-Pirenei
  - Tommette de Cluny, Borgogna
- Toucy, Centro-Valle della Loira
- Tourmalet, Alti Pirenei, Midi-Pirenei
- Tournon-saint-pierre, Turenna, Centro-Valle della Loira
- Tourrier de l'aubier, Giura, Franca Contea
- Tourrée de l'Aubier, Mosella, Lorena
- Tracle, Bugey, Savoia
- Trappe
  - Trappe ou trappiste de Belval, Pas-de-Calais
  - Trappe de Bricquebec, Normandia
  - Trappe de la Coudre, Paesi della Loira
  - Trappe Échourgnac, Périgord, Aquitania
  - Trappe de Timadeuc, Bretagna
  - Trappiste de Chambaran, Isère, Rodano-Alpi
- Trèfle, Eure-et-Loir et Loir-et-Cher, Centro-Valle della Loira, Orne, Bassa Normandia et Sarthe, Paesi della Loira
- Tricorne de Marans, Poitou-Charentes
- Trinqueux, Borgogna
- Trou du Cru, Côte d'Or, Borgogna
- Tournon-saint-pierre, Turenna
- Trois cornes, Poitou-Charentes
- Troyen cendré, Champagne
- Truffe de Valensole, Alpei dell'Alta Provenza.
- Truffe de Ventadour, Corrèze

## U
- U Muntagnolu, Alta Corsica

## V
- Vacherins
  - Vacherin d'Abondance, Savoia
  - Vacherin des Bauges, Savoia
  - Vacherin du Haut-Doubs o mont d'or, Franca Contea, AOC 1981
- Vachard, monts du Forez, Loira
- La vache qui rit, Giura, Franca Contea
- Valaine, Pays de Caux, Senna marittima, Alta Normandia

- Valençay, Berry, AOC 1998
- Vallée d'Ossau, Pirenei Atlantici, Aquitania
- Velay, Alta Loira
- Venaco, Alta Corsica
- Vendôme bleu ou cendré, Orléanais, Centro-Valle della Loira
- Vernet, Allier
- Vesontio, Franca Contea
- Vieux Boulogne o sablé du Boulonnais, Pas-de-Calais
- Vieux Corsica, Corsica

- Vieux Lille, Nord
- Vieux Moulin, Pas-de-Calais
- Vieux pané, Mayenne,
- Vieux Samer, Pas-de-Calais
- Vignelait, Senna e Marna
- Villageois, Poitou-Charentes
- Villefranchois,
- Void, Mosa

## X
- Xaintray, Poitou-Charentes

## Esemplari

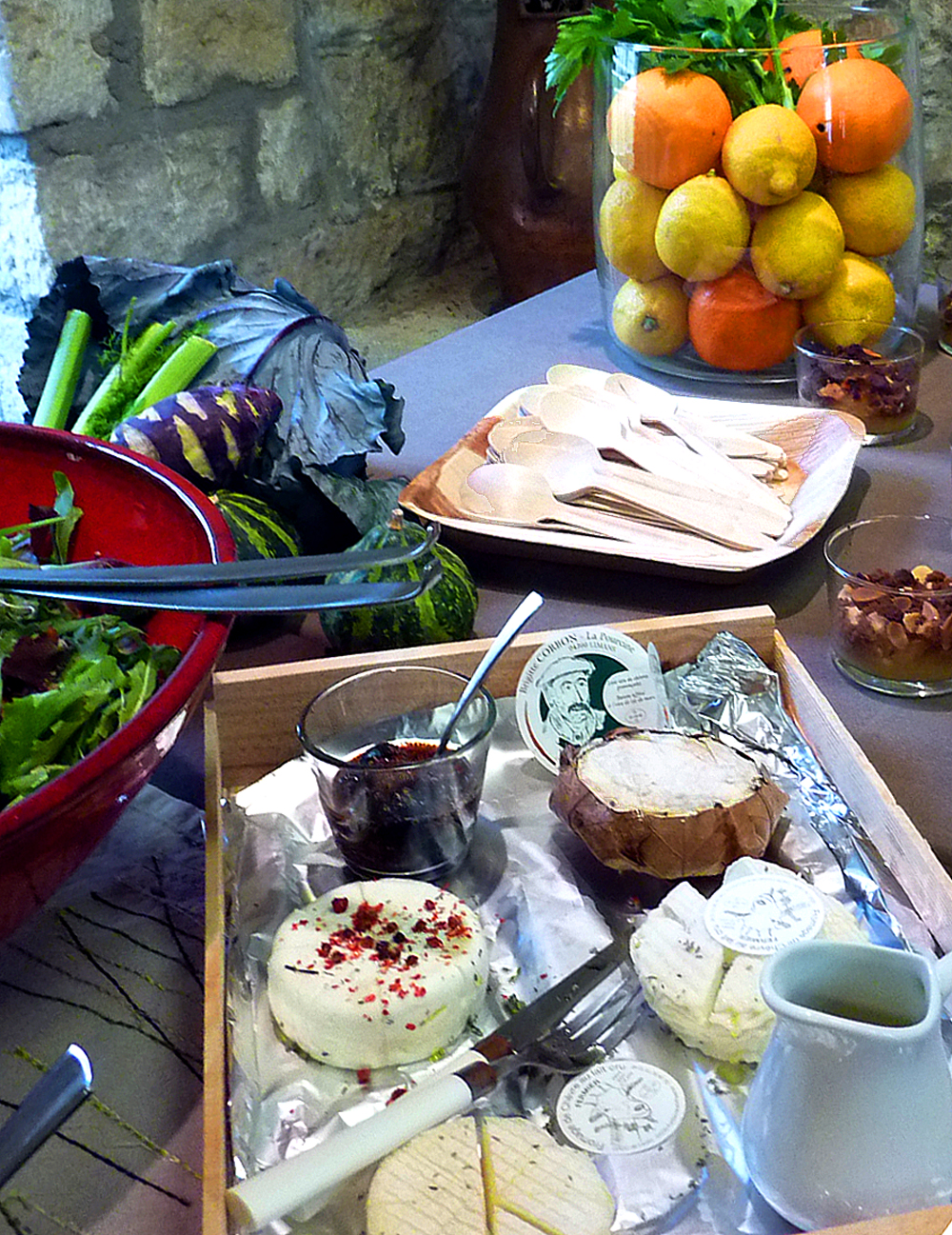
Banon e diversi formaggi di capra dell'Alta Provenza.
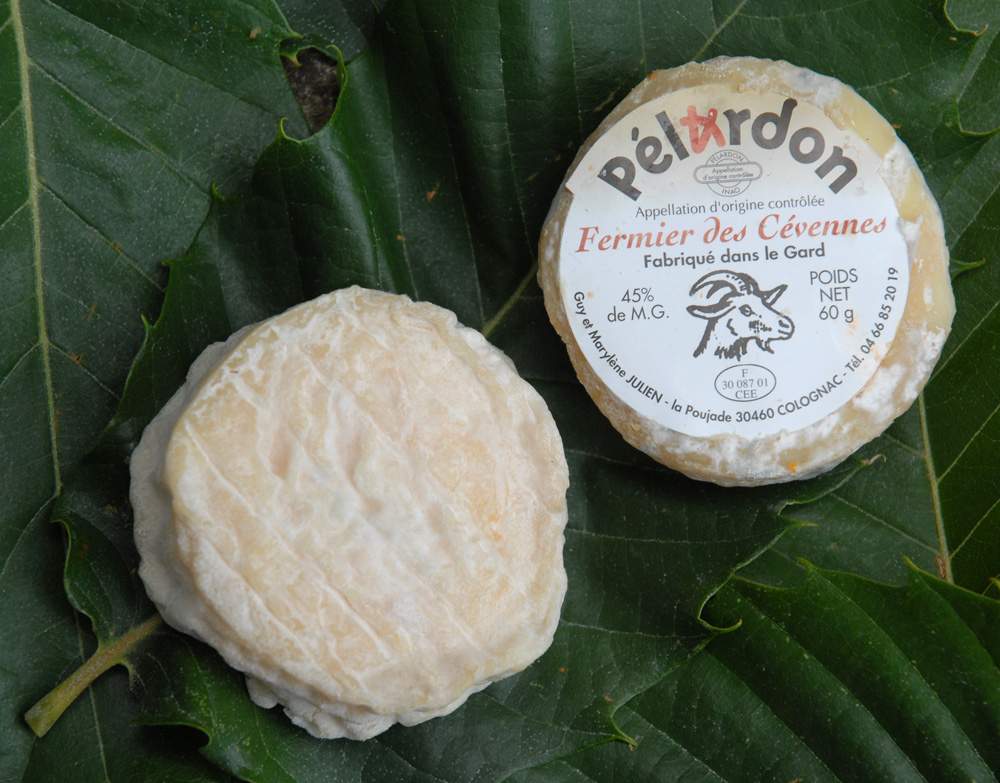
Pélardon.
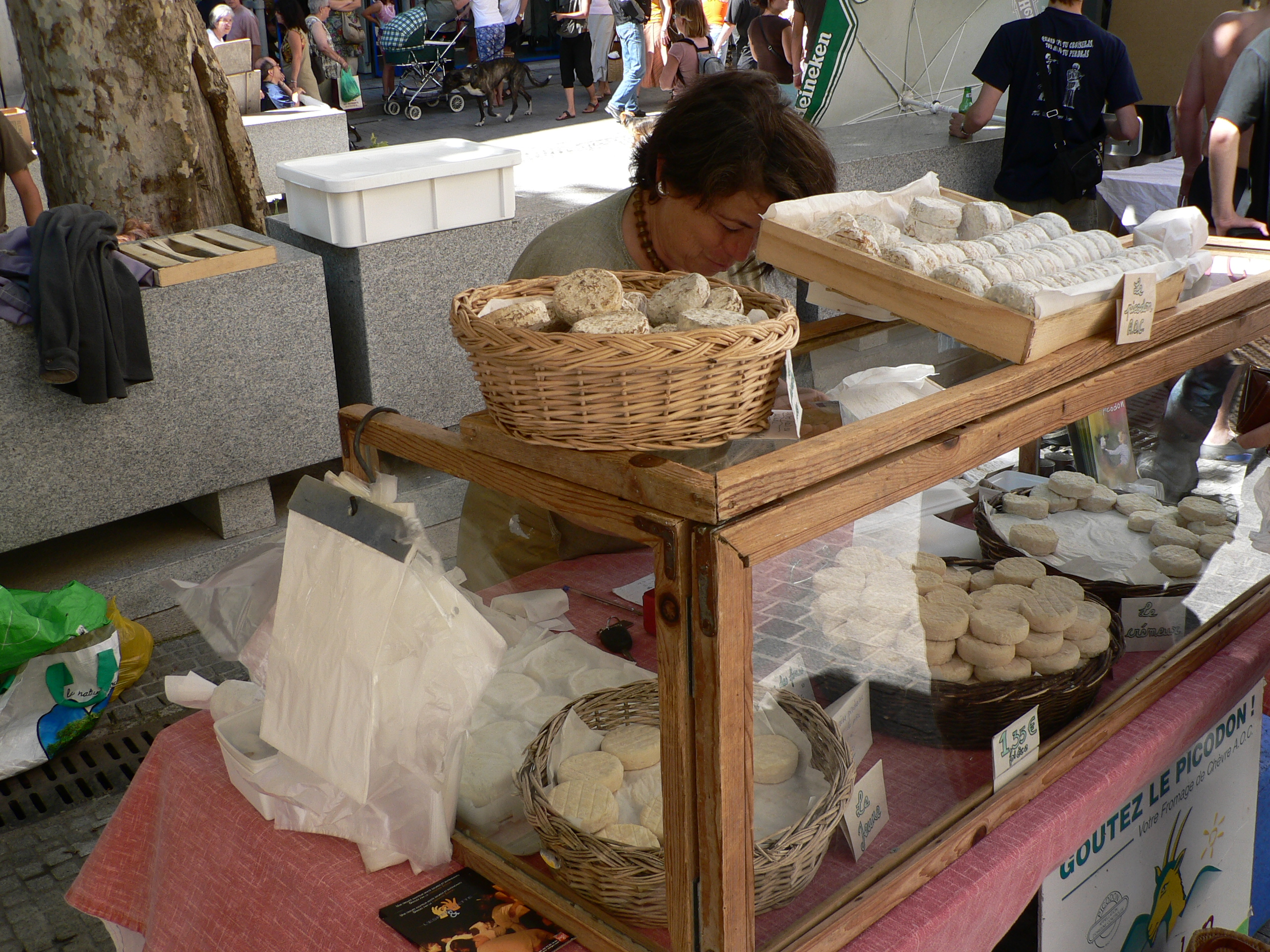
Banco di picodons al mercato di Crest
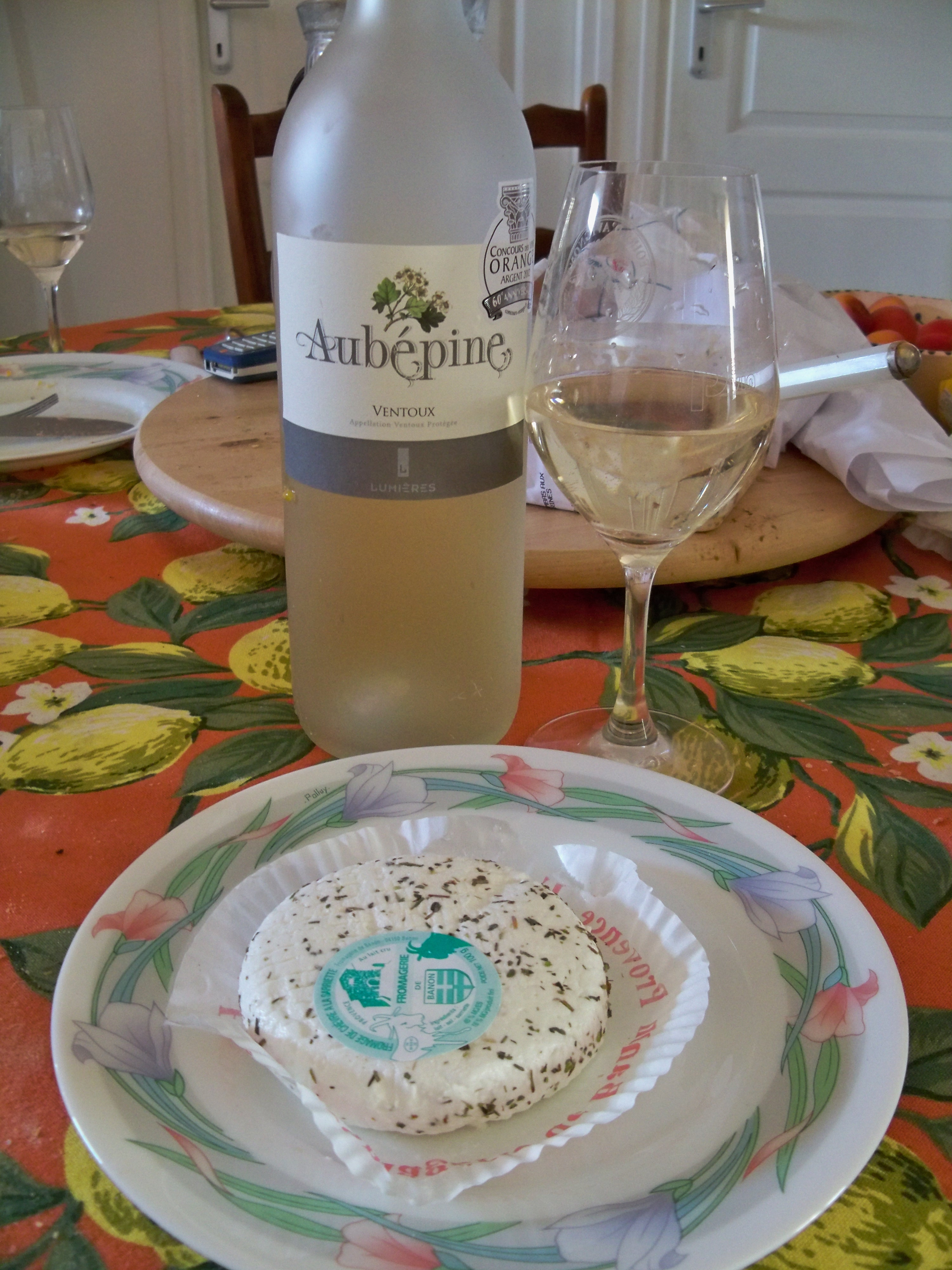
Poivre d'âne.
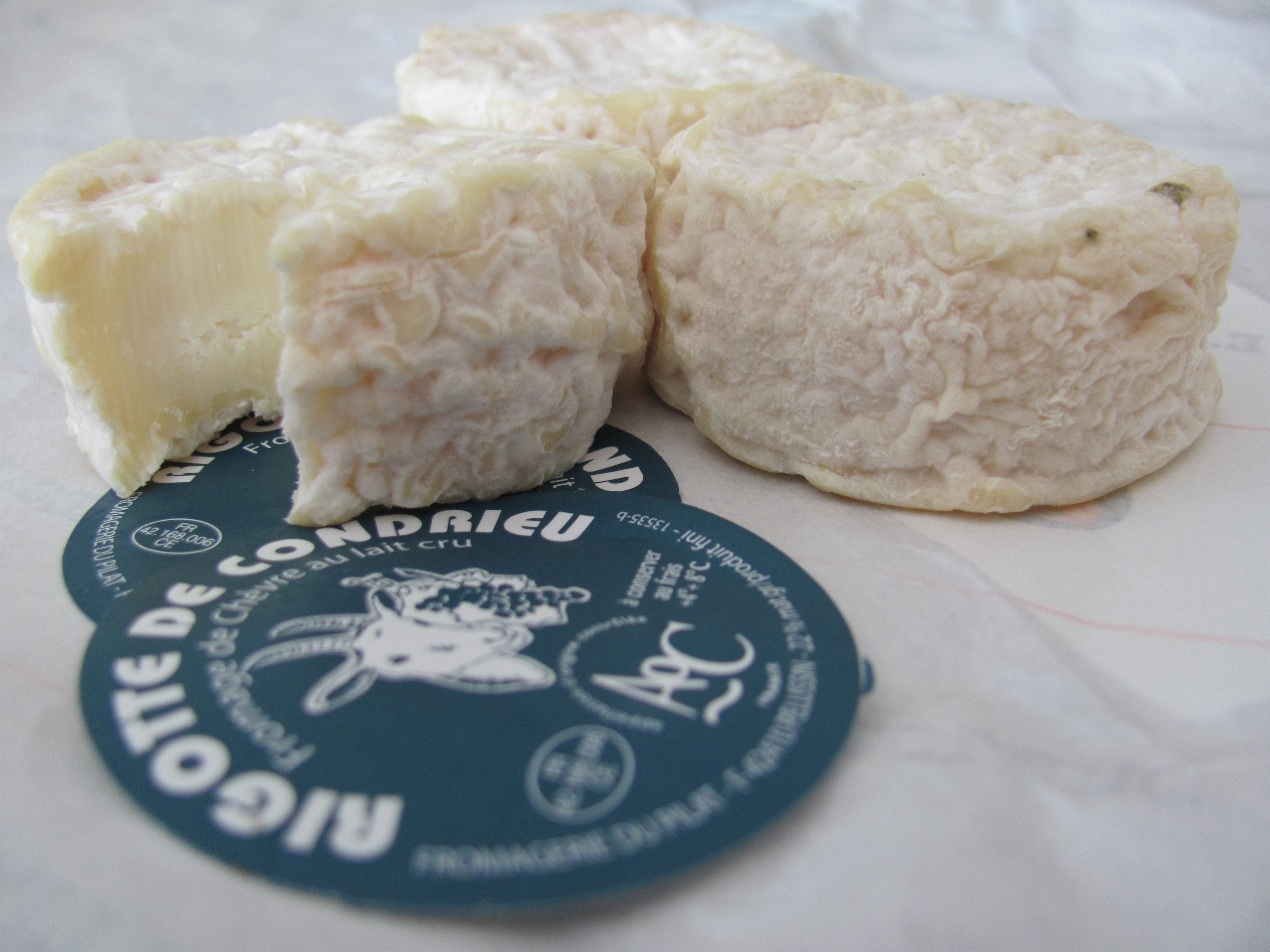
Rigottes de Condrieu.
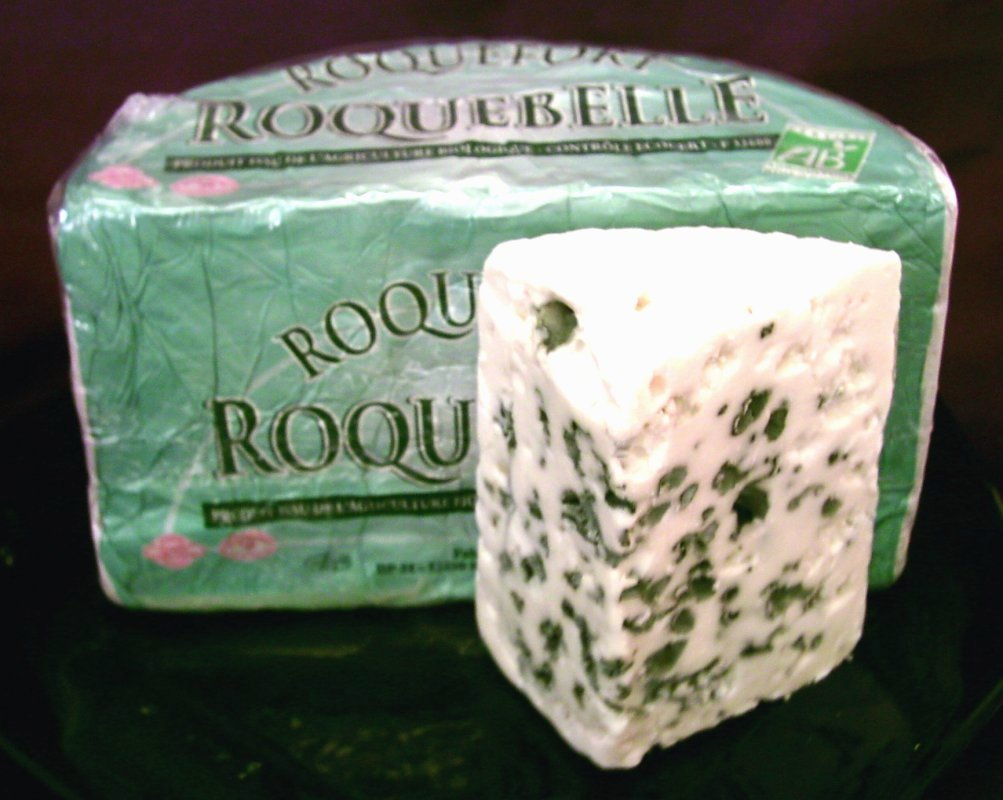
Roquefort.
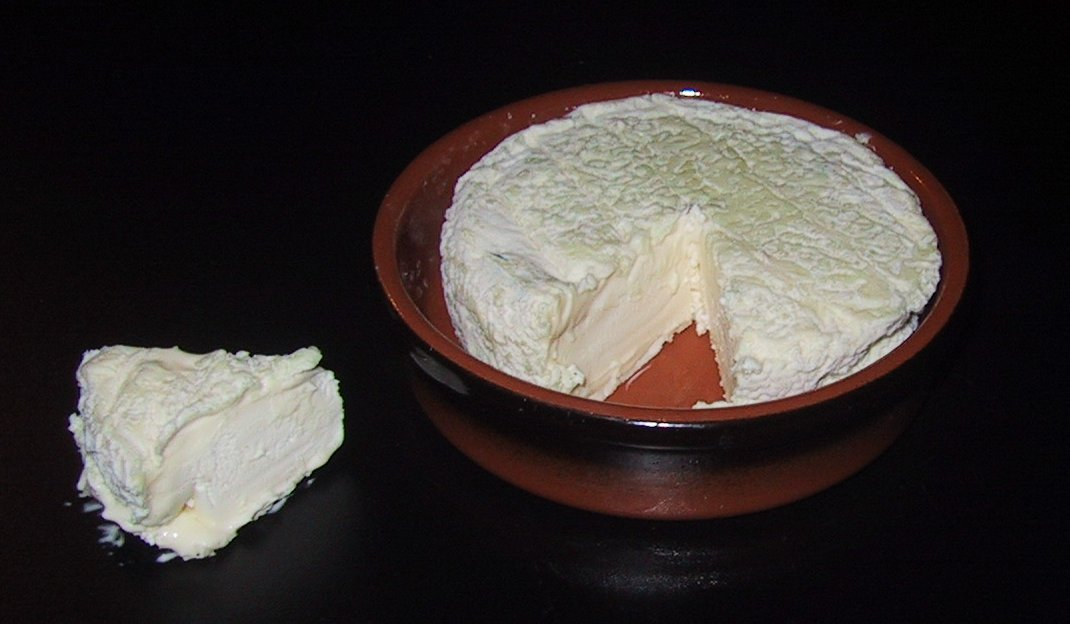
Saint-félicien.
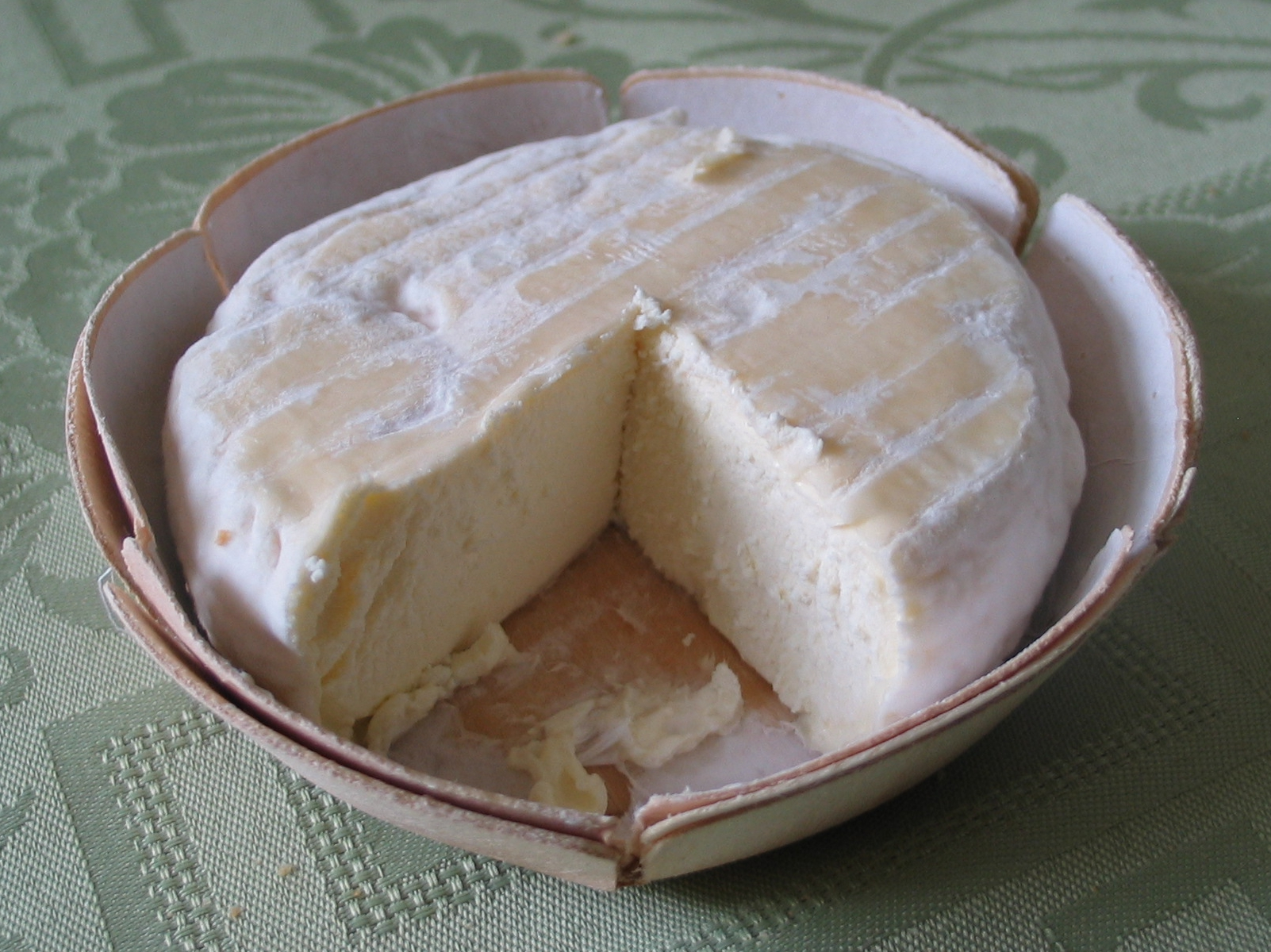
Saint-marcellin.